# ビルボ・バギンズ

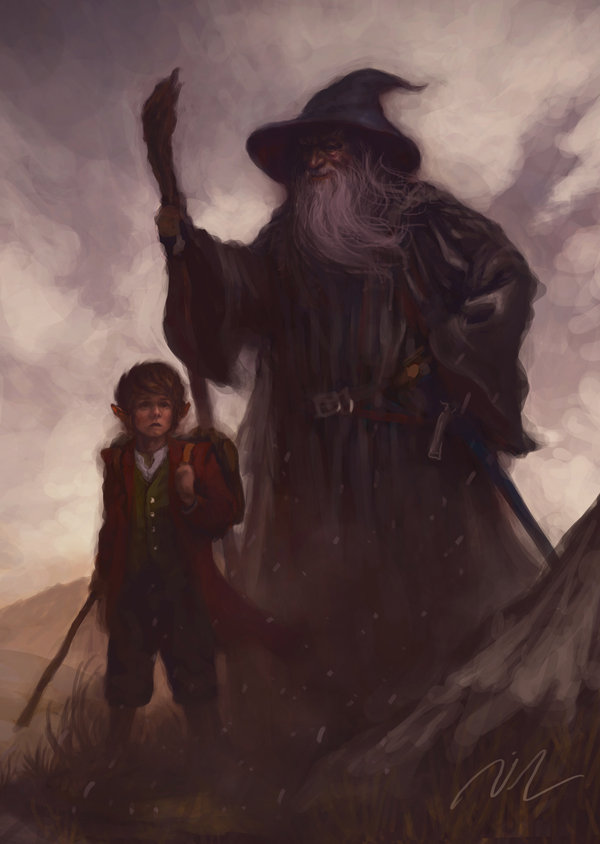
ビルボ・バギンズとガンダルフ

ビルボ・バギンズ（Bilbo Baggins, 第三紀2890年9月22日 - ）は、J・R・R・トールキンの中つ国を舞台とした小説、『ホビットの冒険』の主人公であり、『指輪物語』の登場人物。『指輪物語』の結末をかれの視点から描いた詩絵本『ビルボの別れの歌』もあり、『終わらざりし物語』にもかれに関する長い記述がある。
ドワーフのトーリン・オーケンシールドと12人の仲間によるはなれ山への遠征が行われたさい、成功の鍵を握る「忍びの者」として魔法使いのガンダルフに選ばれたホビット。西境の赤表紙本の第一部『行きて帰りし物語』および、エルフの伝承を取材した、『シルマリルの物語』の著者であるとされる。『指輪物語』は、かれが『ホビットの冒険』で手に入れた魔法の指輪を、養子であるフロド・バギンズが相続するところから始まる。
父はバンゴ・バギンズ。母はベラドンナ・トゥック。

## ホビットの冒険
ホビット族の中年男性ビルボは、ホビット庄でもそれなりに裕福で格式のある一族、バギンズ一族の一人であった。バギンズ家の例にもれず、自身も分別くさくて引っ込み思案なホビットと任じていたが、母方から受け継いだ、無鉄砲な冒険家を幾人か生み出したトゥック家の血がかれにも流れていた。
第三紀の2941年。竜に奪われた宝物を取り戻すべく、ドワーフのトーリン・オーケンシールドと12人の仲間によるはなれ山への遠征が行われたさい、成功の鍵を握る「忍びの者」として魔法使いのガンダルフに突然選ばれ、冒険の旅に出発する。
トロルの棲み家で見つけたエルフの短剣つらぬき丸や、ゴブリンの洞窟で迷ったさいに拾った、使用者の姿を消す魔法の指輪の助けもあって忍びの者として活躍し、ドワーフたちの信頼を得て、ドワーフの至宝とも言えるミスリルの胴着を譲り受けるが、約束された分け前としておなじくドワーフの至宝であるアーケン石を取り、竜によって受けた損害の償いを求める人間たちに差し出したことから仲違いしてしまう。しかしその後に起こった五軍の合戦の後に和解した。ビルボはかれが取るはずだった報酬を固辞し、これはアーケン石の代償として人間たちに与えられたが、谷間の王バルドはビルボが持てるだけの金銀を持たせた。ビルボは闇の森のエルフ王にその気高さを称えられ、「エルフの友」と呼ばれた。
冒険の末にビルボはホビット庄を訪れる旅人からの尊敬を集めたが、詩作やエルフとの交流のため庄内では変わりものとの評判が定着した。報酬として得た金銀はあらかた贈り物に使われ、つらぬき丸や魔法の指輪、ミスリルの帷子などの貴重な品は、後に養子のフロドに受け継がれた。

## 指輪物語
『ホビットの冒険』の旅立ちの年から60年、ビルボは裕福で変わりもののホビットとしてホビット庄に暮らしていたが、年月による衰えはかれには全く見られなかった。
ビルボの111歳の誕生日である第三紀の3001年9月22日。ビルボは魔法の指輪の影響を懸念した、長期にわたるガンダルフの説得に応じて、同じ日に33歳の成人となる養子のフロド・バギンズに魔法の指輪と袋小路屋敷を残して旅立ち、谷間の国へと旅した後、あくる年には裂け谷に落ち着き、詩作と著述の日々を送った。
3018年10月25日。裂け谷で「エルロンドの会議」が開かれ、ビルボが見出しフロドが相続した魔法の指輪こそ、冥王サウロンが探し求める「一つの指輪」であることが明らかになった。今後の処遇が検討され、これをモルドールの火の山へと運び破壊するべし、とエルロンドは告げた。指輪の運び手として、その発見の責任を取るべくビルボが名乗りを上げたが、これはガンダルフに退けられた。フロドが名乗りを上げ、エルロンドはフロドを運び手に選んだ。12月24日、フロドの出発の前日に、ビルボはつらぬき丸とミスリルの帷子をフロドに与える。
3019年9月21日。使命を果たしたフロドが裂け谷を訪れ、年老いてうたた寝ばかりのビルボと再会する。ビルボはかれがエルフ語から西方語に翻訳した『シルマリルの物語』含む赤表紙本と、つらぬき丸とミスリルの帷子をすでに譲ったことを忘れてふたたびフロドに与える。サムには結婚資金の金貨袋を、メリーとピピンにはエルフの作ったパイプを与えた。
3021年の9月22日。131歳の誕生日を迎えたビルボは、エルロンド、ギルドール、ガラドリエルらとの旅の途上に、ホビット庄の末つ森でフロドおよびサムと合流する。あくる日、灰色港でガンダルフとキーアダンに迎えられる。指輪所持者の一人としてフロド、ガンダルフ、エルロンドほかのエルフの諸侯らとともに至福の国アマンへと旅立った。

## ビルボの別れの歌
詩絵本『ビルボの別れの歌』には、ビルボがエルロンドと旅立ちの相談をし、至福の国へ至るまでの様子が描かれている。

## 終わらざりし物語
『終わらざりし物語』では、一つの指輪とサウロンの消滅の後、指輪の仲間たちがミナス・ティリスで住んでいたころ、ガンダルフがギムリとホビットたちに語った、ホビットの冒険においてビルボが選ばれた理由を説明する逸話が2つ紹介されている。
休息をとるため20年ぶりにホビット庄へと旅していたガンダルフはブリー村近くでトーリン・オーケンシールドと出会い、竜のスマウグを退治すべくドワーフたちを率いて進軍したいとの相談を受ける。ホビット庄に着いたガンダルフは、ビルボがいまだ独身で、放浪癖やドワーフなどのよそ者とさえ話をする習慣が噂の種になっているのを知る。またエルフの風習に通じていることを聞くと、好奇心旺盛な若いころのビルボを憶えていたガンダルフは、これこそ求めていた人材と直感し、ただちにトーリンを説得した。

## バギンズ家略図
|        |        |        |        |                  |                  |                  |                  |                     |                     |                     |                     |                     |                     |  |  | バルボ・バギンズ  | バルボ・バギンズ  | バルボ・バギンズ  | バルボ・バギンズ  | バルボ・バギンズ  | バルボ・バギンズ  |                           |                           | ベリラ・ボフィン          | ベリラ・ボフィン          | ベリラ・ボフィン          | ベリラ・ボフィン          | ベリラ・ボフィン    | ベリラ・ボフィン    |                     |                     |                     |                     |                     |                     |          |          |                   |                   |                   |                   |                   |                   |                   |                   |                           |                           |                           |                           |                           |                           |
|        |        |        |        |                  |                  |                  |                  |                     |                     |                     |                     |                     |                     |  |  | バルボ・バギンズ  | バルボ・バギンズ  | バルボ・バギンズ  | バルボ・バギンズ  | バルボ・バギンズ  | バルボ・バギンズ  |                           |                           | ベリラ・ボフィン          | ベリラ・ボフィン          | ベリラ・ボフィン          | ベリラ・ボフィン          | ベリラ・ボフィン    | ベリラ・ボフィン    |                     |                     |                     |                     |                     |                     |          |          |                   |                   |                   |                   |                   |                   |                   |                   |                           |                           |                           |                           |                           |                           |
|        |        |        |        |                  |                  |                  |                  |                     |                     |                     |                     |                     |                     |  |  |                   |                   |                   |                   |                   |                   |                           |                           |                           |                           |                           |                           |                     |                     |                     |                     |                     |                     |                     |                     |          |          |                   |                   |                   |                   |                   |                   |                   |                   |                           |                           |                           |                           |                           |                           |
|        |        |        |        |                  |                  |                  |                  |                     |                     |                     |                     |                     |                     |  |  |                   |                   |                   |                   |                   |                   |                           |                           |                           |                           |                           |                           |                     |                     |                     |                     |                     |                     |                     |                     |          |          |                   |                   |                   |                   |                   |                   |                   |                   |                           |                           |                           |                           |                           |                           |
|        |        |        |        |                  |                  |                  |                  | マンゴ              | マンゴ              | マンゴ              | マンゴ              | マンゴ              | マンゴ              |  |  | ローラ （浅堀家） | ローラ （浅堀家） | ローラ （浅堀家） | ローラ （浅堀家） | ローラ （浅堀家） | ローラ （浅堀家） |                           |                           |                           |                           |                           |                           |                     |                     | ラルゴ              | ラルゴ              | ラルゴ              | ラルゴ              | ラルゴ              | ラルゴ              |          |          | タンタ （角吹家） | タンタ （角吹家） | タンタ （角吹家） | タンタ （角吹家） | タンタ （角吹家） | タンタ （角吹家） |                   |                   |                           |                           |                           |                           |                           |                           |
|        |        |        |        |                  |                  |                  |                  | マンゴ              | マンゴ              | マンゴ              | マンゴ              | マンゴ              | マンゴ              |  |  | ローラ （浅堀家） | ローラ （浅堀家） | ローラ （浅堀家） | ローラ （浅堀家） | ローラ （浅堀家） | ローラ （浅堀家） |                           |                           |                           |                           |                           |                           |                     |                     | ラルゴ              | ラルゴ              | ラルゴ              | ラルゴ              | ラルゴ              | ラルゴ              |          |          | タンタ （角吹家） | タンタ （角吹家） | タンタ （角吹家） | タンタ （角吹家） | タンタ （角吹家） | タンタ （角吹家） |                   |                   |                           |                           |                           |                           |                           |                           |
|        |        |        |        |                  |                  |                  |                  |                     |                     |                     |                     |                     |                     |  |  |                   |                   |                   |                   |                   |                   |                           |                           |                           |                           |                           |                           |                     |                     |                     |                     |                     |                     |                     |                     |          |          |                   |                   |                   |                   |                   |                   |                   |                   |                           |                           |                           |                           |                           |                           |
|        |        |        |        |                  |                  |                  |                  |                     |                     |                     |                     |                     |                     |  |  |                   |                   |                   |                   |                   |                   |                           |                           |                           |                           |                           |                           |                     |                     |                     |                     |                     |                     |                     |                     |          |          |                   |                   |                   |                   |                   |                   |                   |                   |                           |                           |                           |                           |                           |                           |
| バンゴ | バンゴ | バンゴ | バンゴ | バンゴ           | バンゴ           |                  |                  | ベラドンナ トゥック | ベラドンナ トゥック | ベラドンナ トゥック | ベラドンナ トゥック | ベラドンナ トゥック | ベラドンナ トゥック |  |  |                   |                   | ロンゴ            | ロンゴ            | ロンゴ            | ロンゴ            | ロンゴ                    | ロンゴ                    |                           |                           | カメリア サックビル       | カメリア サックビル       | カメリア サックビル | カメリア サックビル | カメリア サックビル | カメリア サックビル |                     |                     | フォスコ            | フォスコ            | フォスコ | フォスコ | フォスコ          | フォスコ          |                   |                   | ルビー ボルジャー | ルビー ボルジャー | ルビー ボルジャー | ルビー ボルジャー | ルビー ボルジャー         | ルビー ボルジャー         |                           |                           |                           |                           |
| バンゴ | バンゴ | バンゴ | バンゴ | バンゴ           | バンゴ           |                  |                  | ベラドンナ トゥック | ベラドンナ トゥック | ベラドンナ トゥック | ベラドンナ トゥック | ベラドンナ トゥック | ベラドンナ トゥック |  |  |                   |                   | ロンゴ            | ロンゴ            | ロンゴ            | ロンゴ            | ロンゴ                    | ロンゴ                    |                           |                           | カメリア サックビル       | カメリア サックビル       | カメリア サックビル | カメリア サックビル | カメリア サックビル | カメリア サックビル |                     |                     | フォスコ            | フォスコ            | フォスコ | フォスコ | フォスコ          | フォスコ          |                   |                   | ルビー ボルジャー | ルビー ボルジャー | ルビー ボルジャー | ルビー ボルジャー | ルビー ボルジャー         | ルビー ボルジャー         |                           |                           |                           |                           |
|        |        |        |        |                  |                  |                  |                  |                     |                     |                     |                     |                     |                     |  |  |                   |                   |                   |                   |                   |                   |                           |                           |                           |                           |                           |                           |                     |                     |                     |                     |                     |                     |                     |                     |          |          |                   |                   |                   |                   |                   |                   |                   |                   |                           |                           |                           |                           |                           |                           |
|        |        |        |        | ビルボ・バギンズ | ビルボ・バギンズ | ビルボ・バギンズ | ビルボ・バギンズ | ビルボ・バギンズ    | ビルボ・バギンズ    |                     |                     |                     |                     |  |  |                   |                   |                   |                   |                   |                   | オソ サックビル＝バギンズ | オソ サックビル＝バギンズ | オソ サックビル＝バギンズ | オソ サックビル＝バギンズ | オソ サックビル＝バギンズ | オソ サックビル＝バギンズ |                     |                     | ロベリア （袴帯家） | ロベリア （袴帯家） | ロベリア （袴帯家） | ロベリア （袴帯家） | ロベリア （袴帯家） | ロベリア （袴帯家） |          |          | ドロゴ            | ドロゴ            | ドロゴ            | ドロゴ            | ドロゴ            | ドロゴ            |                   |                   | プリムラ ブランディバック | プリムラ ブランディバック | プリムラ ブランディバック | プリムラ ブランディバック | プリムラ ブランディバック | プリムラ ブランディバック |
|        |        |        |        | ビルボ・バギンズ | ビルボ・バギンズ | ビルボ・バギンズ | ビルボ・バギンズ | ビルボ・バギンズ    | ビルボ・バギンズ    |                     |                     |                     |                     |  |  |                   |                   |                   |                   |                   |                   | オソ サックビル＝バギンズ | オソ サックビル＝バギンズ | オソ サックビル＝バギンズ | オソ サックビル＝バギンズ | オソ サックビル＝バギンズ | オソ サックビル＝バギンズ |                     |                     | ロベリア （袴帯家） | ロベリア （袴帯家） | ロベリア （袴帯家） | ロベリア （袴帯家） | ロベリア （袴帯家） | ロベリア （袴帯家） |          |          | ドロゴ            | ドロゴ            | ドロゴ            | ドロゴ            | ドロゴ            | ドロゴ            |                   |                   | プリムラ ブランディバック | プリムラ ブランディバック | プリムラ ブランディバック | プリムラ ブランディバック | プリムラ ブランディバック | プリムラ ブランディバック |
|        |        |        |        |                  |                  |                  |                  |                     |                     |                     |                     |                     |                     |  |  |                   |                   |                   |                   |                   |                   |                           |                           |                           |                           |                           |                           |                     |                     |                     |                     |                     |                     |                     |                     |          |          |                   |                   |                   |                   |                   |                   |                   |                   |                           |                           |                           |                           |                           |                           |
|        |        |        |        |                  |                  |                  |                  |                     |                     |                     |                     |                     |                     |  |  |                   |                   |                   |                   |                   |                   |                           |                           |                           |                           | ロソ                      | ロソ                      | ロソ                | ロソ                | ロソ                | ロソ                |                     |                     |                     |                     |          |          |                   |                   |                   |                   | フロド・バギンズ  | フロド・バギンズ  | フロド・バギンズ  | フロド・バギンズ  | フロド・バギンズ          | フロド・バギンズ          |                           |                           |                           |                           |

## 映画
『ロード・オブ・ザ・リング』では、晩年のビルボをイアン・ホルムが演じ、『ホビット』では、若かりし日のビルボをマーティン・フリーマンが演じている。フリーマンはスケジュールの都合で出演が困難な状況だったが、出演を熱望するピーター・ジャクソン監督がスタジオを説得してスケジュールを調整し、出演が決定した。